# Lista de episódios de The Noite com Danilo Gentili (2.ª temporada)
Esta lista contém os episódios da segunda temporada do late-night talk show The Noite com Danilo Gentili, exibidos pelo SBT entre 2 de março de 2015 e 1 de janeiro de 2016.

## 2015

### Março
| N.º | Data de exibição    | Convidado(s)                        |
| --- | ------------------- | ----------------------------------- |
| 215 | 2 de março de 2015  | Ceará                               |
| [ 1 ] |                     |                                     |
| |                     |                                     |
| |                     |                                     |
| 216 | 3 de março de 2015  | Robinho; Milionário & José Rico     |
| |                     |                                     |
| Observação: A entrevista com Milionário & José Rico foi reprisada em homenagem a José Rico, que faleceu neste dia. |                     |                                     |
| |                     |                                     |
| 217 | 4 de março de 2015  | Ratinho                             |
| |                     |                                     |
| |                     |                                     |
| |                     |                                     |
| 218 | 5 de março de 2015  | Bento Ribeiro                       |
| |                     |                                     |
| |                     |                                     |
| |                     |                                     |
| 219 | 6 de março de 2015  | Antonio Tabet, Banda Bula           |
| |                     |                                     |
| |                     |                                     |
| |                     |                                     |
| 220 | 9 de março de 2015  | Ives Gandra                         |
| |                     |                                     |
| |                     |                                     |
| |                     |                                     |
| 221 | 10 de março de 2015 | Rubens Barrichello                  |
| |                     |                                     |
| |                     |                                     |
| |                     |                                     |
| 222 | 11 de março de 2015 | Nicole Bahls                        |
| Danilo Gentili é o primeiro perdedor do ano no quadro Mestre Mandou.                                               |                     |                                     |
| |                     |                                     |
| |                     |                                     |
| 223 | 12 de março de 2015 | Kelly Key                           |
| No Saideira da Noite, é discutido o tema da pulseira que gera energia através da masturbação.                      |                     |                                     |
| |                     |                                     |
| |                     |                                     |
| 224 | 13 de março de 2015 | Cazé Peçanha; Pato Fu               |
| |                     |                                     |
| |                     |                                     |
| |                     |                                     |
| 225 | 16 de março de 2015 | Marcelo Tas                         |
| Léo Lins acompanhou os protestos em São Paulo.                                                                     |                     |                                     |
| |                     |                                     |
| |                     |                                     |
| 226 | 17 de março de 2015 | Cypress Hill, Gabe Cielici          |
| |                     |                                     |
| |                     |                                     |
| |                     |                                     |
| 227 | 18 de março de 2015 | Molejo                              |
| |                     |                                     |
| |                     |                                     |
| |                     |                                     |
| 228 | 19 de março de 2015 | Anitta                              |
| Monólogo sobre os entrevistados do Gugu, Danilo liga ara Juliana, Rodada da noite e Saideira.                      |                     |                                     |
| |                     |                                     |
| |                     |                                     |
| 229 | 20 de março de 2015 | Daniel Nascimento; Letícia Wiermann |
| |                     |                                     |
| |                     |                                     |
| |                     |                                     |
| 230 | 23 de março de 2015 | Tássia Camargo                      |
| |                     |                                     |
| |                     |                                     |
| |                     |                                     |
| 231 | 24 de março de 2015 | Fábio Rabin; Felipe Miranda         |
| Monólogo sobre o fim do Agora É Tarde.                                                                             |                     |                                     |
| |                     |                                     |
| |                     |                                     |
| 232 | 25 de março de 2015 | Milene Pavorô                       |
| |                     |                                     |
| |                     |                                     |
| |                     |                                     |
| 233 | 26 de março de 2015 | Lucas Lucco                         |
| |                     |                                     |
| |                     |                                     |
| |                     |                                     |
| 234 | 27 de março de 2015 | Irmãos Piologo; Bruna Nogueira      |
| [ 3 ] |                     |                                     |
| |                     |                                     |
| |                     |                                     |
| 235 | 30 de março de 2015 | Thiago Arancam                      |
| |                     |                                     |
| |                     |                                     |
| |                     |                                     |
| 236 | 31 de março de 2015 | Clóvis de Barros Filho              |
| |                     |                                     |
| |                     |                                     |
| |                     |                                     |

### Abril
| N.º | Data de exibição    | Convidado(s)                                    |
| --- | ------------------- | ----------------------------------------------- |
| 237 | 1 de abril de 2015  | Rei da Cacimbinha                               |
|     |                     |                                                 |
|     |                     |                                                 |
|     |                     |                                                 |
| 238 | 2 de abril de 2015  | Rey Biannchi                                    |
|     |                     |                                                 |
|     |                     |                                                 |
|     |                     |                                                 |
| 239 | 3 de abril de 2015  | Regis Danese                                    |
|     |                     |                                                 |
|     |                     |                                                 |
|     |                     |                                                 |
| 240 | 6 de abril de 2015  | Carlos Moreno                                   |
|     |                     |                                                 |
|     |                     |                                                 |
|     |                     |                                                 |
| 241 | 7 de abril de 2015  | Thiago Carmona                                  |
|     |                     |                                                 |
|     |                     |                                                 |
|     |                     |                                                 |
| 242 | 8 de abril de 2015  | Integrantes do Canal Desimpedidos               |
|     |                     |                                                 |
|     |                     |                                                 |
|     |                     |                                                 |
| 243 | 9 de abril de 2015  | Chitãozinho & Xororó                            |
|     |                     |                                                 |
|     |                     |                                                 |
|     |                     |                                                 |
| 244 | 10 de abril de 2015 | Gloria Álvarez; Sam Alves                       |
|     |                     |                                                 |
|     |                     |                                                 |
|     |                     |                                                 |
| 245 | 13 de abril de 2015 | Odair José                                      |
|     |                     |                                                 |
|     |                     |                                                 |
|     |                     |                                                 |
| 246 | 14 de abril de 2015 | Monique Evans; Mari Alexandre                   |
|     |                     |                                                 |
|     |                     |                                                 |
|     |                     |                                                 |
| 247 | 15 de abril de 2015 | Valéria Valenssa, Davi Mansour                  |
|     |                     |                                                 |
|     |                     |                                                 |
|     |                     |                                                 |
| 248 | 16 de abril de 2015 | Raul Gil                                        |
|     |                     |                                                 |
|     |                     |                                                 |
|     |                     |                                                 |
| 249 | 17 de abril de 2015 | Campeões de Bumerangue, Grupo Stomp             |
|     |                     |                                                 |
|     |                     |                                                 |
|     |                     |                                                 |
| 250 | 20 de abril de 2015 | Kid Vinil                                       |
|     |                     |                                                 |
|     |                     |                                                 |
|     |                     |                                                 |
| 251 | 21 de abril de 2015 | Dulce María                                     |
|     |                     |                                                 |
|     |                     |                                                 |
|     |                     |                                                 |
| 252 | 22 de abril de 2015 | Andrés Sanchez; Rogerio Basseto e Márcio Mendes |
|     |                     |                                                 |
|     |                     |                                                 |
|     |                     |                                                 |
| 253 | 23 de abril de 2015 | Cristiano Araújo                                |
|     |                     |                                                 |
|     |                     |                                                 |
|     |                     |                                                 |
| 254 | 24 de abril de 2015 | Carlos Bertolazzi; Karina Oliani                |
|     |                     |                                                 |
|     |                     |                                                 |
|     |                     |                                                 |
| 255 | 27 de abril de 2015 | João Marcello Bôscoli, Julio Maria; Lu Riva     |
|     |                     |                                                 |
|     |                     |                                                 |
|     |                     |                                                 |
| 256 | 28 de abril de 2015 | Pablo; Vivi Fernandes                           |
|     |                     |                                                 |
|     |                     |                                                 |
|     |                     |                                                 |
| 257 | 29 de abril de 2015 | Mr. Catra                                       |
|     |                     |                                                 |
|     |                     |                                                 |
|     |                     |                                                 |
| 258 | 30 de abril de 2015 | Ary Toledo                                      |
|     |                     |                                                 |
|     |                     |                                                 |
|     |                     |                                                 |

### Maio
| N.º | Data de exibição    | Convidado(s)                                                       |
| --- | ------------------- | ------------------------------------------------------------------ |
| 259 | 1 de maio de 2015   | Cid (Não Salvo)                                                    |
|     |                     |                                                                    |
|     |                     |                                                                    |
|     |                     |                                                                    |
| 260 | 4 de maio de 2015   | Marcelo Madureira                                                  |
|     |                     |                                                                    |
|     |                     |                                                                    |
|     |                     |                                                                    |
| 261 | 5 de maio de 2015   | Thiago Ventura                                                     |
|     |                     |                                                                    |
|     |                     |                                                                    |
|     |                     |                                                                    |
| 262 | 6 de maio de 2015   | Christina Rocha                                                    |
|     |                     |                                                                    |
|     |                     |                                                                    |
|     |                     |                                                                    |
| 263 | 7 de maio de 2015   | Fábio Porchat                                                      |
|     |                     |                                                                    |
|     |                     |                                                                    |
|     |                     |                                                                    |
| 264 | 8 de maio de 2015   | Casal Caça-Fantasma                                                |
|     |                     |                                                                    |
|     |                     |                                                                    |
|     |                     |                                                                    |
| 265 | 11 de maio de 2015  | Guga Noblat; Tomati                                                |
|     |                     |                                                                    |
|     |                     |                                                                    |
|     |                     |                                                                    |
| 266 | 12 de abril de 2015 | Léo Maia                                                           |
|     |                     |                                                                    |
|     |                     |                                                                    |
|     |                     |                                                                    |
| 267 | 13 de maio de 2015  | Rita Cadillac                                                      |
|     |                     |                                                                    |
|     |                     |                                                                    |
|     |                     |                                                                    |
| 268 | 14 de maio de 2015  | Marília Gabriela                                                   |
|     |                     |                                                                    |
|     |                     |                                                                    |
|     |                     |                                                                    |
| 269 | 15 de maio de 2015  | Lobão                                                              |
|     |                     |                                                                    |
|     |                     |                                                                    |
|     |                     |                                                                    |
| 270 | 18 de maio de 2015  | Luis Chataing                                                      |
|     |                     |                                                                    |
|     |                     |                                                                    |
|     |                     |                                                                    |
| 271 | 19 de maio de 2015  | Rubens Ewald Filho                                                 |
|     |                     |                                                                    |
|     |                     |                                                                    |
|     |                     |                                                                    |
| 272 | 20 de maio de 2015  | Tati Quebra-Barraco                                                |
|     |                     |                                                                    |
|     |                     |                                                                    |
|     |                     |                                                                    |
| 273 | 21 de maio de 2015  | Luan Santana                                                       |
|     |                     |                                                                    |
|     |                     |                                                                    |
|     |                     |                                                                    |
| 274 | 22 de maio de 2015  | Magalzão; Falamansa                                                |
|     |                     |                                                                    |
|     |                     |                                                                    |
|     |                     |                                                                    |
| 275 | 25 de maio de 2015  | Fabiana Scaranzi; Lenine                                           |
|     |                     |                                                                    |
|     |                     |                                                                    |
|     |                     |                                                                    |
| 276 | 26 de maio de 2015  | Rogério Skylab                                                     |
|     |                     |                                                                    |
|     |                     |                                                                    |
|     |                     |                                                                    |
| 277 | 27 de maio de 2015  | Munhoz & Mariano                                                   |
|     |                     |                                                                    |
|     |                     |                                                                    |
|     |                     |                                                                    |
| 278 | 28 de maio de 2015  | Marcelo de Nóbrega, Matheus Ceará, Giovani Braz e Jefferson Farias |
|     |                     |                                                                    |
|     |                     |                                                                    |
|     |                     |                                                                    |
| 279 | 29 de maio de 2015  | Kéfera Buchmann; Fábio SIlvestre                                   |
|     |                     |                                                                    |
|     |                     |                                                                    |
|     |                     |                                                                    |

### Junho
| N.º | Data de exibição    | Convidado(s)                        |
| --- | ------------------- | ----------------------------------- |
| 280 | 1 de junho de 2015  | Mario Sergio Cortella               |
| |                     |                                     |
| |                     |                                     |
| |                     |                                     |
| 281 | 2 de junho de 2015  | Charles Paraventi                   |
| |                     |                                     |
| |                     |                                     |
| |                     |                                     |
| 282 | 3 de junho de 2015  | Viola                               |
| |                     |                                     |
| |                     |                                     |
| |                     |                                     |
| 283 | 4 de junho de 2015  | Maria Paula                         |
| |                     |                                     |
| |                     |                                     |
| |                     |                                     |
| 284 | 5 de junho de 2015  | Paula Lima                          |
| |                     |                                     |
| |                     |                                     |
| |                     |                                     |
| 285 | 8 de junho de 2015  | Luis Lobianco; Cacá Rosset          |
| |                     |                                     |
| |                     |                                     |
| |                     |                                     |
| 286 | 9 de junho de 2015  | Nívea Stelmann                      |
| |                     |                                     |
| |                     |                                     |
| |                     |                                     |
| 287 | 10 de junho de 2015 | Fundo de Quintal                    |
| |                     |                                     |
| |                     |                                     |
| |                     |                                     |
| 288 | 11 de junho de 2015 | Pedro Manso                         |
| |                     |                                     |
| |                     |                                     |
| |                     |                                     |
| 289 | 12 de junho de 2015 | Uzo Aduba                           |
| |                     |                                     |
| |                     |                                     |
| |                     |                                     |
| 290 | 15 de junho de 2015 | Eduardo Araújo; Grace Smith         |
| |                     |                                     |
| |                     |                                     |
| |                     |                                     |
| 291 | 16 de junho de 2015 | Charlie Cox                         |
| |                     |                                     |
| |                     |                                     |
| |                     |                                     |
| 292 | 17 de junho de 2015 | Mônica Lima                         |
| |                     |                                     |
| |                     |                                     |
| |                     |                                     |
| 293 | 18 de junho de 2015 | João Elias                          |
| |                     |                                     |
| |                     |                                     |
| |                     |                                     |
| 294 | 19 de junho de 2015 | Mércia Barroso; Banda Sepultura     |
| |                     |                                     |
| |                     |                                     |
| |                     |                                     |
| 295 | 22 de junho de 2015 | Thedy Corrêa; Heloísa Faissol       |
| |                     |                                     |
| |                     |                                     |
| |                     |                                     |
| 296 | 23 de junho de 2015 | Naveen Andrews                      |
| |                     |                                     |
| |                     |                                     |
| |                     |                                     |
| 297 | 24 de junho de 2015 | Cristiano Araújo; Grupo Pay-Per-Riu |
| [ 4 ] |                     |                                     |
| Observação: A entrevista de Cristiano Araújo foi reprisada em sua homenagem, devido o cantor ter falecido em um acidente de carro no dia anterior. |                     |                                     |
| |                     |                                     |
| 298 | 25 de junho de 2015 | Lucas Moura                         |
| |                     |                                     |
| |                     |                                     |
| |                     |                                     |
| 299 | 26 de junho de 2015 | Amigos do Pagode 90                 |
| |                     |                                     |
| |                     |                                     |
| |                     |                                     |
| 300 | 29 de junho de 2015 | Guilherme Fiuza; Bilac Vê Estrelas  |
| |                     |                                     |
| |                     |                                     |
| |                     |                                     |
| 301 | 30 de junho de 2015 | Bailarinos da Bolshoi               |
| |                     |                                     |
| |                     |                                     |
| |                     |                                     |

### Julho
| N.º | Data de exibição    | Convidado(s)                                            |
| --- | ------------------- | ------------------------------------------------------- |
| 02  | 1 de julho de 2015  | Nany People                                             |
|     |                     |                                                         |
|     |                     |                                                         |
|     |                     |                                                         |
| 303 | 2 de julho de 2015  | Marlei Cevada                                           |
|     |                     |                                                         |
|     |                     |                                                         |
|     |                     |                                                         |
| 304 | 3 de julho de 2015  | Ricardo Araújo Pereira                                  |
|     |                     |                                                         |
|     |                     |                                                         |
|     |                     |                                                         |
| 305 | 6 de julho de 2015  | Junior Lima; Nando Viana                                |
|     |                     |                                                         |
|     |                     |                                                         |
|     |                     |                                                         |
| 306 | 7 de julho de 2015  | Renato Tortorelli                                       |
|     |                     |                                                         |
|     |                     |                                                         |
|     |                     |                                                         |
| 307 | 8 de julho de 2015  | Gabriela Pugliesi                                       |
|     |                     |                                                         |
|     |                     |                                                         |
|     |                     |                                                         |
| 308 | 9 de julho de 2015  | João Bosco & Vinícius                                   |
|     |                     |                                                         |
|     |                     |                                                         |
|     |                     |                                                         |
| 309 | 10 de julho de 2015 | Angra                                                   |
|     |                     |                                                         |
|     |                     |                                                         |
|     |                     |                                                         |
| 310 | 13 de julho de 2015 | Erasmo Carlos                                           |
|     |                     |                                                         |
|     |                     |                                                         |
|     |                     |                                                         |
| 311 | 14 de julho de 2015 | Geraldo Magela, Hugo Hoyama, Caroline Kumahara, Gui Lin |
|     |                     |                                                         |
|     |                     |                                                         |
|     |                     |                                                         |
| 312 | 15 de julho de 2015 | João Neto & Frederico                                   |
|     |                     |                                                         |
|     |                     |                                                         |
|     |                     |                                                         |
| 313 | 16 de julho de 2015 | Pepê & Neném                                            |
|     |                     |                                                         |
|     |                     |                                                         |
|     |                     |                                                         |
| 314 | 17 de julho de 2015 | RZO                                                     |
|     |                     |                                                         |
|     |                     |                                                         |
|     |                     |                                                         |
| 315 | 20 de julho de 2015 | Miá Mello; Alinne Rosa                                  |
|     |                     |                                                         |
|     |                     |                                                         |
|     |                     |                                                         |
| 316 | 21 de julho de 2015 | Michael Sullivan                                        |
|     |                     |                                                         |
|     |                     |                                                         |
|     |                     |                                                         |
| 317 | 22 de julho de 2015 | Ceará                                                   |
|     |                     |                                                         |
|     |                     |                                                         |
|     |                     |                                                         |
| 318 | 23 de julho de 2015 | Oscar Filho                                             |
|     |                     |                                                         |
|     |                     |                                                         |
|     |                     |                                                         |
| 319 | 24 de julho de 2015 | Ticiana Villas Boas                                     |
|     |                     |                                                         |
|     |                     |                                                         |
|     |                     |                                                         |
| 320 | 27 de julho de 2015 | Gabriel Medina; Jesus Luz                               |
|     |                     |                                                         |
|     |                     |                                                         |
|     |                     |                                                         |
| 321 | 28 de julho de 2015 | Rudy Landucci                                           |
|     |                     |                                                         |
|     |                     |                                                         |
|     |                     |                                                         |
| 322 | 29 de julho de 2015 | MC Tati Zaqui                                           |
|     |                     |                                                         |
|     |                     |                                                         |
|     |                     |                                                         |
| 323 | 30 de julho de 2015 | Marcelo Marrom                                          |
|     |                     |                                                         |
|     |                     |                                                         |
|     |                     |                                                         |
| 324 | 31 de julho de 2015 | Juliana Baroni; Rogério Vilela                          |
|     |                     |                                                         |
|     |                     |                                                         |
|     |                     |                                                         |

### Agosto
| N.º | Data de exibição     | Convidado(s)                                    |
| --- | -------------------- | ----------------------------------------------- |
| 325 | 3 de agosto de 2015  | Sérgio Reis                                     |
|     |                      |                                                 |
|     |                      |                                                 |
|     |                      |                                                 |
| 326 | 4 de agosto de 2015  | Jeremy Wade                                     |
|     |                      |                                                 |
|     |                      |                                                 |
|     |                      |                                                 |
| 327 | 5 de agosto de 2015  | Biel                                            |
|     |                      |                                                 |
|     |                      |                                                 |
|     |                      |                                                 |
| 328 | 6 de agosto de 2015  | Zezé Di Camargo & Luciano                       |
|     |                      |                                                 |
|     |                      |                                                 |
|     |                      |                                                 |
| 329 | 7 de agosto de 2015  | Biquini Cavadão                                 |
|     |                      |                                                 |
|     |                      |                                                 |
|     |                      |                                                 |
| 330 | 10 de agosto de 2015 | Rodrigo Cáceres, Lílian Gonçalves, Louis Hoover |
|     |                      |                                                 |
|     |                      |                                                 |
|     |                      |                                                 |
| 331 | 11 de agosto de 2015 | Arlindo Grund, Isabella Fiorentino              |
|     |                      |                                                 |
|     |                      |                                                 |
|     |                      |                                                 |
| 332 | 12 de agosto de 2015 | Felipe Massa                                    |
|     |                      |                                                 |
|     |                      |                                                 |
|     |                      |                                                 |
| 333 | 13 de agosto de 2015 | Popó                                            |
|     |                      |                                                 |
|     |                      |                                                 |
|     |                      |                                                 |
| 334 | 14 de agosto de 2015 | Fresno                                          |
|     |                      |                                                 |
|     |                      |                                                 |
|     |                      |                                                 |
| 335 | 17 de agosto de 2015 | Matheus Ceará; Carlos Daniel                    |
|     |                      |                                                 |
|     |                      |                                                 |
|     |                      |                                                 |
| 336 | 18 de agosto de 2015 | Maurício Meirelles                              |
|     |                      |                                                 |
|     |                      |                                                 |
|     |                      |                                                 |
| 337 | 19 de agosto de 2015 | Os Travessos                                    |
|     |                      |                                                 |
|     |                      |                                                 |
|     |                      |                                                 |
| 338 | 20 de agosto de 2015 | Péricles                                        |
|     |                      |                                                 |
|     |                      |                                                 |
|     |                      |                                                 |
| 339 | 21 de agosto de 2015 | Ellen Jabour; André Vasco                       |
|     |                      |                                                 |
|     |                      |                                                 |
|     |                      |                                                 |
| 340 | 24 de agosto de 2015 | Metrô; Marcos Oliveira, Edwin Luisi             |
|     |                      |                                                 |
|     |                      |                                                 |
|     |                      |                                                 |
| 341 | 25 de agosto de 2015 | Suzy Rêgo                                       |
|     |                      |                                                 |
|     |                      |                                                 |
|     |                      |                                                 |
| 342 | 26 de agosto de 2015 | Carla Cecarello                                 |
|     |                      |                                                 |
|     |                      |                                                 |
|     |                      |                                                 |
| 343 | 27 de agosto de 2015 | Gusttavo Lima                                   |
|     |                      |                                                 |
|     |                      |                                                 |
|     |                      |                                                 |
| 344 | 28 de agosto de 2015 | Mike Deodato; Cães Heróis da Polícia Militar    |
|     |                      |                                                 |
|     |                      |                                                 |
|     |                      |                                                 |
| 345 | 31 de agosto de 2015 | Eduardo Costa                                   |
|     |                      |                                                 |
|     |                      |                                                 |
|     |                      |                                                 |

### Setembro
| N.º | Data de exibição       | Convidado(s)                                     |
| --- | ---------------------- | ------------------------------------------------ |
| 346 | 1 de setembro de 2015  | Camisa de Vênus                                  |
|     |                        |                                                  |
|     |                        |                                                  |
|     |                        |                                                  |
| 347 | 2 de setembro de 2015  | Karina Bacchi; Cheiro de Amor                    |
|     |                        |                                                  |
|     |                        |                                                  |
|     |                        |                                                  |
| 348 | 3 de setembro de 2015  | Marcelo Médici                                   |
|     |                        |                                                  |
|     |                        |                                                  |
|     |                        |                                                  |
| 349 | 4 de setembro de 2015  | NX Zero                                          |
|     |                        |                                                  |
|     |                        |                                                  |
|     |                        |                                                  |
| 350 | 7 de setembro de 2015  | Sônia Abrão, Rafael Ilha                         |
|     |                        |                                                  |
|     |                        |                                                  |
|     |                        |                                                  |
| 351 | 8 de setembro de 2015  | Thiago Pereira                                   |
|     |                        |                                                  |
|     |                        |                                                  |
|     |                        |                                                  |
| 352 | 9 de setembro de 2015  | Lívia Andrade                                    |
|     |                        |                                                  |
|     |                        |                                                  |
|     |                        |                                                  |
| 353 | 10 de setembro de 2015 | Zé Américo                                       |
|     |                        |                                                  |
|     |                        |                                                  |
|     |                        |                                                  |
| 354 | 11 de setembro de 2015 | Diogo Nogueira                                   |
|     |                        |                                                  |
|     |                        |                                                  |
|     |                        |                                                  |
| 355 | 14 de setembro de 2015 | Flávio Gikovate, Mônica Carvalho, Sandro Pedroso |
|     |                        |                                                  |
|     |                        |                                                  |
|     |                        |                                                  |
| 356 | 15 de setembro de 2015 | Giancarlo Esposito                               |
|     |                        |                                                  |
|     |                        |                                                  |
|     |                        |                                                  |
| 357 | 16 de setembro de 2015 | Rita Mattos                                      |
|     |                        |                                                  |
|     |                        |                                                  |
|     |                        |                                                  |
| 358 | 17 de setembro de 2015 | Marcos & Belutti                                 |
|     |                        |                                                  |
|     |                        |                                                  |
|     |                        |                                                  |
| 359 | 18 de setembro de 2015 | Christian Figueiredo; Kaya Scodelario            |
|     |                        |                                                  |
|     |                        |                                                  |
|     |                        |                                                  |
| 360 | 21 de setembro de 2015 | Ludmilla                                         |
|     |                        |                                                  |
|     |                        |                                                  |
|     |                        |                                                  |
| 361 | 22 de setembro de 2015 | Vinícius Vieira                                  |
|     |                        |                                                  |
|     |                        |                                                  |
|     |                        |                                                  |
| 362 | 23 de setembro de 2015 | Faith No More                                    |
|     |                        |                                                  |
|     |                        |                                                  |
|     |                        |                                                  |
| 363 | 24 de setembro de 2015 | Thaeme & Thiago                                  |
|     |                        |                                                  |
|     |                        |                                                  |
|     |                        |                                                  |
| 364 | 25 de setembro de 2015 | Garcia Júnior                                    |
|     |                        |                                                  |
|     |                        |                                                  |
|     |                        |                                                  |
| 365 | 28 de setembro de 2015 | Rick Bonadio; Thiago Brava                       |
|     |                        |                                                  |
|     |                        |                                                  |
|     |                        |                                                  |
| 366 | 29 de setembro de 2015 | Vinny                                            |
|     |                        |                                                  |
|     |                        |                                                  |
|     |                        |                                                  |
| 367 | 30 de setembro de 2015 | Gracyanne Barbosa                                |
|     |                        |                                                  |
|     |                        |                                                  |
|     |                        |                                                  |

### Outubro
| N.º | Data de exibição      | Convidado(s) |
| --- | --------------------- | --- |
| 368 | 1 de outubro de 2015  | Robert Rey |
|     |                       | |
|     |                       | |
|     |                       | |
| 369 | 2 de outubro de 2015  | MC Mayara; Ed Rocha |
|     |                       | |
|     |                       | |
|     |                       | |
| 370 | 5 de outubro de 2015  | Luiz Felipe Pondé |
|     |                       | |
|     |                       | |
|     |                       | |
| 371 | 6 de outubro de 2015  | Minotauro |
|     |                       | |
|     |                       | |
|     |                       | |
| 372 | 7 de outubro de 2015  | Ângela Bismarchi; Camilla Camargo, Oscar Filho, Elam Lima e Nany People                                                                |
|     |                       | |
|     |                       | |
|     |                       | |
| 373 | 8 de outubro de 2015  | Iran Thieme |
|     |                       | |
|     |                       | |
|     |                       | |
| 374 | 9 de outubro de 2015  | Marcos do Val |
|     |                       | |
|     |                       | |
|     |                       | |
| 375 | 12 de outubro de 2015 | Diego Ramiro, Leonardo Sierra Monteiro, Jussara Marques, Ana Olivia, Felipe Chammas, Francis Helena, Gisele Frade e Pierre Bittencourt |
|     |                       | |
|     |                       | |
|     |                       | |
| 376 | 13 de outubro de 2015 | David D. Friedman; Seth Kugel |
|     |                       | |
|     |                       | |
|     |                       | |
| 377 | 14 de outubro de 2015 | Aline Riscado |
|     |                       | |
|     |                       | |
|     |                       | |
| 378 | 15 de outubro de 2015 | Gretchen |
|     |                       | |
|     |                       | |
|     |                       | |
| 379 | 16 de outubro de 2015 | Carolina Fiorentino, Fabrizio Fasano Jr.                                                                                               |
|     |                       | |
|     |                       | |
|     |                       | |
| 380 | 19 de outubro de 2015 | Silvia Abravanel; Warley Santana |
|     |                       | |
|     |                       | |
|     |                       | |
| 381 | 20 de outubro de 2015 | Ricardo Di Lazzaro, Tarja Turunen |
|     |                       | |
|     |                       | |
|     |                       | |
| 382 | 21 de outubro de 2015 | Jack Black |
|     |                       | |
|     |                       | |
|     |                       | |
| 383 | 22 de outubro de 2015 | Nonô Lelis, Princesinhas do Teleton |
|     |                       | |
|     |                       | |
|     |                       | |
| 384 | 26 de outubro de 2015 | Andreia Sorvetão; Billy e Bill |
|     |                       | |
|     |                       | |
|     |                       | |
| 385 | 27 de outubro de 2015 | Mauricio de Sousa |
|     |                       | |
|     |                       | |
|     |                       | |
| 386 | 28 de outubro de 2015 | MC Marcelly; Jaque Khury |
|     |                       | |
|     |                       | |
|     |                       | |
| 387 | 29 de outubro de 2015 | Edson & Hudson |
|     |                       | |
|     |                       | |
|     |                       | |
| 388 | 30 de outubro de 2015 | C. J. Ramone |
|     |                       | |
|     |                       | |
|     |                       | |

### Novembro
| N.º | Data de exibição       | Convidado(s)                                                      |
| --- | ---------------------- | ----------------------------------------------------------------- |
| 389 | 2 de novembro de 2015  | Duda Nagle                                                        |
|     |                        |                                                                   |
|     |                        |                                                                   |
|     |                        |                                                                   |
| 390 | 3 de novembro de 2015  | Creedence Clearwater Revisited                                    |
|     |                        |                                                                   |
|     |                        |                                                                   |
|     |                        |                                                                   |
| 391 | 4 de novembro de 2015  | Dani Bolina                                                       |
|     |                        |                                                                   |
|     |                        |                                                                   |
|     |                        |                                                                   |
| 392 | 5 de novembro de 2015  | Lucero                                                            |
|     |                        |                                                                   |
|     |                        |                                                                   |
|     |                        |                                                                   |
| 393 | 6 de novembro de 2015  | Omi                                                               |
|     |                        |                                                                   |
|     |                        |                                                                   |
|     |                        |                                                                   |
| 394 | 9 de novembro de 2015  | Zizi Possi; Alex Ellis                                            |
|     |                        |                                                                   |
|     |                        |                                                                   |
|     |                        |                                                                   |
| 395 | 10 de novembro de 2015 | Thaíde                                                            |
|     |                        |                                                                   |
|     |                        |                                                                   |
|     |                        |                                                                   |
| 396 | 11 de novembro de 2015 | Turma do Pagode                                                   |
|     |                        |                                                                   |
|     |                        |                                                                   |
|     |                        |                                                                   |
| 397 | 12 de novembro de 2015 | Rachel Sheherazade                                                |
|     |                        |                                                                   |
|     |                        |                                                                   |
|     |                        |                                                                   |
| 398 | 13 de novembro de 2015 | Hermes e Renato                                                   |
|     |                        |                                                                   |
|     |                        |                                                                   |
|     |                        |                                                                   |
| 399 | 16 de novembro de 2015 | Mariana Godoy                                                     |
|     |                        |                                                                   |
|     |                        |                                                                   |
|     |                        |                                                                   |
| 400 | 17 de novembro de 2015 | Robson Miguel                                                     |
|     |                        |                                                                   |
|     |                        |                                                                   |
|     |                        |                                                                   |
| 401 | 18 de novembro de 2015 | Rorion Gracie                                                     |
|     |                        |                                                                   |
|     |                        |                                                                   |
|     |                        |                                                                   |
| 402 | 19 de novembro de 2015 | KLB                                                               |
|     |                        |                                                                   |
|     |                        |                                                                   |
|     |                        |                                                                   |
| 403 | 20 de novembro de 2015 | Pe Lanza; Don Blanquito                                           |
|     |                        |                                                                   |
|     |                        |                                                                   |
|     |                        |                                                                   |
| 404 | 23 de novembro de 2015 | Karin Hils; Val Marchiori                                         |
|     |                        |                                                                   |
|     |                        |                                                                   |
|     |                        |                                                                   |
| 405 | 24 de novembro de 2015 | Família Lima                                                      |
|     |                        |                                                                   |
|     |                        |                                                                   |
|     |                        |                                                                   |
| 406 | 25 de novembro de 2015 | Cíntia Chagas; Cinelab                                            |
|     |                        |                                                                   |
|     |                        |                                                                   |
|     |                        |                                                                   |
| 407 | 26 de novembro de 2015 | Amaury Jr.                                                        |
|     |                        |                                                                   |
|     |                        |                                                                   |
|     |                        |                                                                   |
| 408 | 27 de novembro de 2015 | Rafael Almeida                                                    |
|     |                        |                                                                   |
|     |                        |                                                                   |
|     |                        |                                                                   |
| 409 | 30 de novembro de 2015 | Israel Novaes; Elenco de "Toda Donzela Tem um Pai Que é Uma Fera" |
|     |                        |                                                                   |
|     |                        |                                                                   |
|     |                        |                                                                   |

### Dezembro
| N.º | Data de exibição       | Convidado(s)                        |
| --- | ---------------------- | ----------------------------------- |
| 410 | 1 de dezembro de 2015  | Lourenço Mutarelli                  |
|     |                        |                                     |
|     |                        |                                     |
|     |                        |                                     |
| 411 | 2 de dezembro de 2015  | Maria Cecília & Rodolfo             |
|     |                        |                                     |
|     |                        |                                     |
|     |                        |                                     |
| 412 | 3 de dezembro de 2015  | Matheus Ceará                       |
|     |                        |                                     |
|     |                        |                                     |
|     |                        |                                     |
| 413 | 4 de dezembro de 2015  | Steve Martino; Felipe Castanhari    |
|     |                        |                                     |
|     |                        |                                     |
|     |                        |                                     |
| 414 | 7 de dezembro de 2015  | Felipe Folgosi; Juca Chaves         |
|     |                        |                                     |
|     |                        |                                     |
|     |                        |                                     |
| 415 | 8 de dezembro de 2015  | Guilherme Fontes                    |
|     |                        |                                     |
|     |                        |                                     |
|     |                        |                                     |
| 416 | 9 de dezembro de 2015  | Jonathan Cristaldo; Paula Fernandes |
|     |                        |                                     |
|     |                        |                                     |
|     |                        |                                     |
| 417 | 10 de dezembro de 2015 | MC Vesga; Conrado & Aleksandro      |
|     |                        |                                     |
|     |                        |                                     |
|     |                        |                                     |
| 418 | 11 de dezembro de 2015 | Hubert Aranha, Marcelo Madureira    |
|     |                        |                                     |
|     |                        |                                     |
|     |                        |                                     |
| 419 | 14 de dezembro de 2015 | Pietro Fittipaldi, Bruna Lombardi   |
|     |                        |                                     |
|     |                        |                                     |
|     |                        |                                     |
| 420 | 15 de dezembro de 2015 | Carlos Saldanha                     |
|     |                        |                                     |
|     |                        |                                     |
|     |                        |                                     |
| 421 | 16 de dezembro de 2015 | Mari Antunes; Carlos Antunes        |
|     |                        |                                     |
|     |                        |                                     |
|     |                        |                                     |
| 422 | 17 de dezembro de 2015 | Capital Inicial                     |
|     |                        |                                     |
|     |                        |                                     |
|     |                        |                                     |
| 423 | 18 de dezembro de 2015 | Banda Fly                           |
|     |                        |                                     |
|     |                        |                                     |
|     |                        |                                     |
| 424 | 21 de dezembro de 2015 | Alex Paim; Sula Miranda             |
|     |                        |                                     |
|     |                        |                                     |
|     |                        |                                     |
| 425 | 22 de dezembro de 2015 | Ian Livingstone                     |
|     |                        |                                     |
|     |                        |                                     |
|     |                        |                                     |
| 426 | 23 de dezembro de 2015 | Latino                              |
|     |                        |                                     |
|     |                        |                                     |
|     |                        |                                     |
| 427 | 25 de dezembro de 2015 | Melody                              |
|     |                        |                                     |
|     |                        |                                     |
|     |                        |                                     |
| 428 | 28 de dezembro de 2015 | Daniel Duncan; Dona Irene           |
|     |                        |                                     |
|     |                        |                                     |
|     |                        |                                     |
| 429 | 29 de dezembro de 2015 | Afonso Poyart                       |
|     |                        |                                     |
|     |                        |                                     |
|     |                        |                                     |
| 430 | 30 de dezembro de 2015 | Léo Stronda                         |
|     |                        |                                     |
|     |                        |                                     |
|     |                        |                                     |

## 2016

### Janeiro
| N.º | Data de exibição     | Convidado(s)                   |
| --- | -------------------- | ------------------------------ |
| 431 | 1 de janeiro de 2016 | Micheli Machado; Carol Zoccoli |
|     |                      |                                |
|     |                      |                                |
|     |                      |                                |